# Cerastium schizopetalum
Cerastium schizopetalum är en nejlikväxtart som beskrevs av Carl Maximowicz. Cerastium schizopetalum ingår i släktet arvar, och familjen nejlikväxter. Utöver nominatformen finns också underarten C. s. rupicola.